# Stora Ramm
Stora Ramm är en sjö i Oskarshamns kommun och Västerviks kommun i Småland och ingår i Marströmmens huvudavrinningsområde. Sjön är 31 meter djup, har en yta på 0,834 kvadratkilometer och befinner sig 7,4 meter över havet. Stora Ramm ligger i Stora Ramm och Marströmmen Natura 2000-område. Sjön avvattnas av vattendraget Ramnebäcken. Vid provfiske har en stor mängd fiskarter fångats, bland annat abborre, braxen, gers och gädda.

## Delavrinningsområde
Stora Ramm ingår i det delavrinningsområde (637729-153637) som SMHI kallar för Utloppet av Stora Ramm. Medelhöjden är 45 meter över havet och ytan är 16,67 kvadratkilometer. Det finns inga avrinningsområden uppströms utan avrinningsområdet är högsta punkten. Ramnebäcken som avvattnar avrinningsområdet har biflödesordning 2, vilket innebär att vattnet flödar genom totalt 2 vattendrag innan det når havet efter 9,2 kilometer. Avrinningsområdet består mestadels av skog (86 %). Avrinningsområdet har 1,21 kvadratkilometer vattenytor vilket ger det en sjöprocent på 7,3 %.

## Fisk
Vid provfiske har följande fisk fångats i sjön:
- Abborre
- Braxen
- Gärs
- Gädda
- Lake
- Löja
- Mört
- Nors
- Sarv
- Siklöja